# Pudens
«»
Dans l'Antiquité romaine chrétienne, le nom Pudens peut renvoyer à trois personnages distincts : un Romain salué par saint Paul à la fin d'une de ses épîtres ; le fondateur de la paroisse romaine primitive ou « titre » portant son nom (titulus Pudentis) ; enfin, un saint mis en scène dans une légende hagiographique rédigée au VIe siècle et dépourvue d'autorité, et qui, supposé avoir vécu dans la première moitié du IIe siècle, serait le père des saintes Pudentienne et Praxède.
Le premier de ces trois personnages, dont on ne connaît que le nom et le fait qu'il résidait à Rome au temps de la Seconde lettre à Timothée qui le mentionne parmi d'autres (2 Tm 4, 21), est d'une historicité indubitable si la lettre est authentique, ou seulement possible si elle est pseudépigraphe. On a imaginé, sans preuves, qu'il pouvait s'agir d'un Romain de rang sénatorial qui pourrait être lié aux sénateurs romains Quintus Cornelius Pudens (en) ou Aulus Pudens, voire être lui-même un de ces deux sénateurs[réf. nécessaire]. Ne s'appuyant sur aucun document, la rumeur moderne selon laquelle Pudens aurait hébergé l'apôtre Pierre lors d'un de ses séjours à Rome est encore plus gratuite[réf. nécessaire].
Le deuxième Pudens, le fondateur à Rome du « titre de Pudens » (titulus Pudentis) situé dans le quartier de l'Esquilin, personnage mentionné sans épithète dans le synode romain du 1er mars 499, mais devenu « saint Pudens » (titulus sancti Pudentis) dans le synode romain de 595, a sans doute existé, mais – comme pour la plupart des fondateurs de tituli – on ne sait rien de lui, et l'époque à laquelle il vécut (IIe siècle ? IIIe siècle ?) demeure incertaine.
Quant au troisième Pudens, celui dont la composition hagiographique apocryphe BHL 6988-6989, vraisemblablement rédigée au début du VIe siècle, a fait un saint romain contemporain d'Antonin le Pieux et  père de deux vierges elles aussi saintes nommées Potentienne/Pudentienne et Praxède – dont le culte romain est attesté à compter du VIIe siècle –, il cumule les traits du premier et du second, est inscrit dans une chronologie factice le faisant vivre au moins 115 ans et le rendant père à plus de cent ans d'âge, et relève de la catégorie des héros de « légendes de fondation » ; en outre, il a été probablement conçu comme une caution partisane dans un contexte de schisme.
Bien que le nom Pudens soit assez répandu dans le monde romain, un lien généalogique entre le premier et le deuxième de ces personnages historiques n'est pas impossible : il a pu exister deux nommés Pudens ayant eu des liens familiaux et ayant habité successivement la même demeure à Rome. La suite des conjectures manque d'assise dans la mesure où elle repose sur des prémisses dénuées de tout fondement documentaire : le premier Pudens aurait été marié avec une Claudia et aurait été converti au christianisme par l'apôtre Pierre, qu'il aurait hébergé[réf. nécessaire] ; lui ou sa très hypothétique épouse Claudia auraient été les parents de Linus, le premier évêque de Rome selon les Constitutions apostoliques (ou le deuxième évêque selon les Pères de l'Église pour qui Pierre est le premier évêque de la ville)[réf. nécessaire]. Cet écheveau de suppositions infondées et de rapprochements sans pertinence a été abandonné depuis longtemps par la critique historique. Quant à l'appartenance du deuxième Pudens à la gens Cornelia, il n'en est fait mention dans aucune source antique, mais des rapprochements épigraphiques rendent cette hypothèse sinon probable, du moins possible.
Le deuxième Pudens, si l'on poursuit les conjectures, pourrait être le père ou un membre de la famille du troisième et mythique Pudens (avec qui il est souvent confondu). Ce deuxième Pudens aurait été marié à une femme appelée Priscille[réf. nécessaire] qui pourrait avoir été enterrée dans le cimetière appelé à donner naissance, par la suite, à la catacombe portant son nom[réf. nécessaire]. Quant au troisième Pudens, celui des Actes pseudépigraphes (BHL 6988-6989), l'hagiographe le situe dans le deuxième quart du IIe siècle, lui donne pour épouse une certaine Savinilla et en fait le père de deux filles nommées Praxède et Pudentienne. Le succès de cette légende fit que le père qu'elle campe, puis ses deux filles, en vinrent à être considérés comme saints par l'Église de Rome, le premier avant la fin du VIe siècle (attestation au synode de 595), les autres à compter du VIIe siècle. 
Une partie notable du chef de saint Pudens est conservée dans la basilique Saint-Michel-des-Lions de Limoges, et fait partie des reliques régulièrement processionnées lors des ostensions limousines.

## Conjectures biographiques
Le Pudens du Ier siècle, simple nom figurant une seule fois dans le Nouveau Testament, est mentionné dans la Seconde lettre à Timothée (4, 21) comme un adepte de « la Voie du Seigneur » résidant à Rome. Selon une légende moderne dont on ne trouve aucune trace avant la fin du XVIe siècle, il aurait hébergé l'apôtre Pierre et aurait été baptisé par lui[réf. nécessaire]. Sa mort est tout aussi obscure que sa vie ; aucun document ancien ne fait de lui un « martyr de Néron », comme on le lit parfois dans des ouvrages non scientifiques.
Un de ses fils ou de ses proches parents, appelé lui aussi Pudens, aurait eu deux fils, Novatus et Timothée,  et son frère homonyme (hypothèse que les Actes pseudépigraphes n'autorisent aucunement) aurait eu deux filles, Praxède et Pudentienne. Contée uniquement dans la même composition hagiographique que celle de leur « père » Pudens (les tardifs Actes BHL 6988-6989), la vie de Potentienne et de Praxède a ceci de particulier qu'elle renvoie à l'existence incontestable de deux églises anciennes de Rome, la basilique Sainte-Praxède et la basilique Sainte-Pudentienne (Santa Pudenziana), dont l'hagiographe se propose d'expliquer la proximité en faisant de leurs titulaires respectives deux sœurs. Le Pudens de cette légende hagiographique serait mort vers la fin du règne d'Antonin le Pieux (138-161).
Les actes du synode du pape Symmaque (499) montrent l'existence d'un titulus Pudentis — un édifice privé transformé en lieu de culte avec le pouvoir d'administrer les sacrements — qui était aussi connu comme ecclesia Pudentiana. Certains historiens, dès le XIXe siècle, jugeaient purement légendaire l'équation faite entre le Pudens de saint Paul, celui du titulus et celui de la légende, ou du moins entre le deuxième et le troisième : ce scepticisme – que Giovanni Battista De Rossi, en son temps, s'employa à combattre à partir de ses investigations dans la catacombe de Priscille –, a été partagé par la critique hagiographique du XXe siècle.
Contrairement aux deux filles Pudentienne et Praxède que la légende lui a forgées, le Pudens fondateur du titulus portant son nom n'a pas vu son historicité révoquée en doute et n'a pas été supprimé du Calendrier liturgique romain lors de la réforme de 1969. Sa fête du 19 mai a été maintenue et figure notamment dans le Martyrologe dominicain. Dans le calendrier de l'Église orthodoxe, Pudens est commémoré le 14 avril.

### LesActesdes saintes Potentienne et Praxède
Le document de base pour tenter de retrouver des éléments historiques au sujet de Pudens est une composition hagiographique apocryphe datant probablement du début du VIe siècle, les Actes des saintes Potentienne et Praxède (BHL 6988-6989), ou, comme ce livre est parfois appelé, les Actes de Pastor et Timothée. Ces Actes se composent d'une lettre d'un prêtre nommé Pastor à un autre prêtre nommé Timothée et de la réponse de ce dernier. Ce même Pastor (identifié au Pastor que certains supposaient autrefois, par confusion entre l'auteur et le personnage-titre, être le même qu'Hermas, l'auteur du Pasteur d'Hermas) apparaît dans le Liber Pontificalis comme frère de l'évêque de Rome Pie Ier (mort en 155), ce qui contraint, pour sauver cette douteuse assertion, à imaginer que les faits ont eu lieu avant l'accession de celui-ci à l'épiscopat (140–142). Les lettres sont suivies d'un court récit annexé. La date de rédaction de ces Actes est très tardive et les lettres sont indéniablement pseudépigraphes, ce qui n'a pas empêché certains, autrefois, de croire qu'elles contenaient un noyau de vérité, jusqu'au moment où le développement de l'hagiologie et de la critique historique des sources a mis un terme à cet excès de confiance et a permis d'expliquer la genèse et la fonction, à la fois étiologique et justificative, de cette « légende de fondation ». La genèse d'une telle composition s'explique principalement par le contexte ecclésial du schisme laurentien (années 498-506) : l'antipape Laurent, rival du pape Symmaque, était archiprêtre du titulus de Praxidas/Praxède et semble avoir joui du soutien du clergé du titulus Pudentis. Le roman hagiographique de Pudens, Praxède et Potentienne/Pudentienne – qui se prétend document et se veut caution –, fut probablement élaboré comme une « machine de guerre » laurentienne contre Symmaque, lequel de son côté, pour légitimer sa position, recourait lui aussi à la fabrication de faux documents hagiographiques, les Faux symmachiens, comprenant notamment la Constitutio Siluestri et les Gesta Liberii.
L'histoire racontée dans ces Actes (BHL 6988-6989) est la suivante. Un certain Pudens, fils de Punicus et de Priscille,  était ami des Apôtres et accueillait avec beaucoup d'empressement les peregrini (étrangers de passage). Il offrit sa maison à la communauté comme une « église du Christ », après la mort de sa femme Savinilla. Cette église dans la maison de Pudens, située dans le Vicus Patricius (it), devint une des plus anciennes paroisses romaines sous le nom de titulus Pastoris (Actes, chap. 1-2, 3e éd., p. 298 E), si tant est que cette dénomination, qui aurait fait référence au mythique prêtre Pastor, ait existé ailleurs que dans l'hagiographie tardive. Ce Pastor, ami de Pudens et soi-disant auteur de la lettre pseudépigraphe, aurait été le desservant de l'église fondée par celui-ci. 
Dans ce lieu, Pudens passa le reste de sa vie avec ses deux filles Praxède et Potentienne ou Pudentienne, vierges chastes qui employaient leur temps à la prière, au jeûne et aux œuvres de bienfaisance. Après sa mort, ses filles non seulement obtinrent le consentement de Pie (évêque de Rome de 140-142 à 155) à la construction d'un baptistère attenant à l'église, mais encore lui firent dessiner de sa propre main le plan de l'édifice, où il devait souvent offrir le sacrifice à Dieu. La lettre du pseudo-Pastor indique qu'après la mort de Potentienne (survenue un 22 avril), son corps fut placé par lui-même et Praxède — la sœur survivante — à côté de celui de son père dans le cimetière de Priscille, sur la Via Salaria. On a imaginé[réf. nécessaire] que cette affirmation était intentionnelle pour indiquer que la Priscille qui a donné son nom au cimetière était la mère de Pudens. Praxède fit du titulus fondé par son père un lieu de refuge et de réconfort pour les chrétiens. Parmi ces derniers, Novatus, frère du Timothée auquel est censé écrire le pseudo-Pastor, voulut encourager Praxède dans ses bonnes œuvres en lui faisant don, avant de mourir, de tous ses biens et des thermes désaffectés dont il était le propriétaire. Timothée consentit très volontiers à ce legs. Les thermes furent transformés en église et celle-ci fut consacrée par l'évêque Pie sous le vocable de Sainte-Potentienne (Actes, chap. 5-8). 

## Reliques
La basilique Saint-Michel-des-Lions de Limoges conserve le chef (crâne) de saint Pudens. Cette relique provient du couvent des Petits Carmes de Limoges puis fut transférée à la Communauté des Sœurs de la Croix de Limoges, avant d'arriver à l'église (elle n'était pas encore basilique) Saint-Michel-des-Lions. Elle fait partie des reliques processionnées lors des ostensions limousines, et ce avant et après la Révolution. Le programme des ostensions de 1876 atteste sa présence. Après une longue absence, la relique a de nouveau été processionnée lors des ostensions de 2023.
Le chef de saint Pudens conservé à Limoges est remarquable par son traitement et a donné lieu en novembre 2021 à plusieurs études scientifiques (examens tomodensitométrique "scanner", endoscopique, médico-légal) réalisées avec l'accord de Pierre-Antoine Bozo, sous la direction scientifique de Matthias Martin, lipsanothécaire de l'évêché de Limoges. En effet, les ossements, parcellaires, ont été intégrés (à une époque indéterminée en l'état actuel des recherches, sans doute fin du XVIIIe ou début du XIXe siècle) à un crâne entier en carton bouilli, afin d'en permettre la vénération par les habitants du Limousin (la vénération des chefs de saints est une caractéristique importante des ostensions septennales limousines). La relique ainsi obtenue a été patinée en brun foncé, à l'imitation du crâne de saint Martial de Limoges, devenu brun à la suite de la cristallisation du baume avec lequel il est honoré à chaque ostension.